# Фугасний снаряд
Не варто плутати з Фугасом, зарядом вибухової речовини, який закладається в землі чи під водою.
Фугасний снаряд (фр. fougasse) — артилерійський снаряд основного призначення фугасної дії, при якому ціль уражається продуктами вибуху розривного заряду. Фугасний снаряд зазвичай застосовуються в сучасних артилерійських гарматах калібру понад 152 мм для руйнування міцних оборонних споруд, мінних, дротяних та інших загороджень, командних пунктів, вузлів зв'язку, які мають дерево- або деревокам'яне захисне покриття, кам'яних і цегляних будинків, перетворених противником на опорні пункти; ураження укритою живої сили, вогневих засобів та військової техніки противника в місцях зосередження. Фугасний снаряд використовуються також для ураження стартових позицій тактичних і зенітних ракет, аеродромів та інших цілей. Руйнівна дія фугасного снаряда складається з ударної дії снаряда по перешкоді, дії продуктів вибуху, ударної хвилі і осколків корпуса снаряда, що утворюються під час вибуху.
Фугасний снаряд складається із сталевого корпусу, спорядження (тротил, гексоген та інших ВР), провідного паска і детонатора. Маса розривного заряду ВР по відношенню до загальної маси снаряда становить для гарматних фугасних снарядів 10-15 %, для гаубичних — до 25 %.
Фугасний снаряд комплектуються головними або донними ударними детонаторами з установками на миттєву, інерційну і уповільнену дію. Дія фугасного снаряда характеризується обсягом воронки, що утворюється в ґрунті після вибуху, величинами надмірного тиску та імпульсу ударної хвилі. Наприклад, воронка після вибуху 203-мм фугасного снаряда має діаметр 5-7 м і глибину 2-3,5 м; середній розмір наведеної зони руйнування траншей цього фугасного снаряда — 108 м2; середні розміри наведених зон ураження прихованої живої сили противника від спільної дії ударної хвилі і осколків фугасного снаряда — 70-80 м².

## Історія
Перші фугасні снаряди з'явилися у XVIII столітті як результат розвитку артилерійської справи та вдосконалення вибухових речовин. Спочатку вони представляли собою металеві оболонки, наповнені чорним порохом, і оснащувалися запалами для уповільненого вибуху.
Широке бойове застосування фугасні снаряди отримали під час Кримської війни (1853–1856), коли їх почали використовувати для ураження укріплень і живої сили противника. У XIX столітті з розвитком бронезахисту фугасні снаряди зазнали модифікацій: зросла потужність зарядів, з'явилися нові види запалів.
У Першій світовій війні фугасні снаряди стали одним із основних типів боєприпасів для польової артилерії та важкої артилерії. Їх активно застосовували для руйнування окопів, бліндажів та інженерних споруд противника.
У Другій світовій війні фугасні снаряди були вдосконалені — використовувалися більш ефективні вибухові речовини, точніші детонатори та аеродинамічні корпуси. Вони залишалися ключовим елементом вогневого ураження противника на всіх театрах бойових дій.
У повоєнний час і донині фугасні снаряди широко застосовуються в конфліктах різної інтенсивності. Сучасні моделі оснащуються електронними підривачами та можуть діяти в комплексі з високоточними системами наведення.